# Sunderland Association Football Club 2024-2025
Questa voce raccoglie le informazioni riguardanti il Sunderland Association Football Club nelle competizioni ufficiali della stagione 2024-2025.

## Divise e sponsor
Da questa stagione il Sunderland abbandona il rapporto con Nike in favore dell'azienda danese Hummel International. La prima maglia, ispirata al design di quella utilizzata fra il 1988 e il 1991, presenta la classica palatura verticale biancorossa, accompagnata da pantaloncini neri. All'interno del colletto sono incise immagini relative alla vita marina, che richiamano lo spirito della città di Sunderland, importante porto britannico. Sul retro di esso, inoltre, sono riportate le coordinate dello Stadium of Light, campo di casa della squadra. Anche la divisa da trasferta prende spunto dal passato, in questo caso dal periodo fra il 1991 e il 1994: la base è bianca, mentre le maniche sono composte da un motivo blu navy e verde con una striscia zigzagata verde che lo divide in due parti. Il logo societario è sostituito con quello retrò utilizzato in suddette annate. La terza divisa è infine un omaggio al patrimonio minerario cittadino: in varie tonalità di blu, sfoggia in un mosaico ripetuto la ruota mineraria dello stemma. Anche in questo caso, la divisa è caratterizzata dal vecchio vessillo del Sunderland, posto sul cuore in sostituzione di quello attuale. Per i portieri sono disponibili tre versioni, in verde, in nero e in azzurro.
Lo sponsor frontale è Spreadex, sito di scommesse sportive. Ad agosto viene annunciato l'RPG Valhalla come back sponsor, e nello stesso mese viene stretto un accordo per lo sponsor di manica, Seriös Group, un'azienda informatica locale. Sui pantaloncini è confermato Total Construction NE Ltd.
| Casa | Trasferta | Terza divisa |

## Organigramma societario
Dal sito internet ufficiale della società.
Area direttiva
- Presidente: Kyril Louis-Dreyfus
- CdA: Maurice Louis-Dreyfus, Juan Sartori, Igor Levin, Patrick Treuer, Simon Vumbaca, David Jones, Leo Pearlman

Area esecutiva
- Direttore generale: David Bruce
- Direttore sportivo: Kristjaan Speakman

Area commerciale
- Direttrice commerciale: Ashley Peden
- Responsabile delle strutture: Chris Ferguson
- Event Manager: Nik Chapman
- Responsabile comunicazione, Social Media Manager: Oscar Chamberlain
- Direttore operativo: Paul Kingsmore
- Contabile di gestione aziendale: Roger Whitehall
- Responsabile della sicurezza: Steve Wood

Area sportiva
- Responsabile dell'Accademia: Robin Nicholls
- Responsabile dell'amministrazione e delle operazioni calcistiche: Samuel Ash
- Responsabile del Coaching: Stuart English
- Responsabile Scouting: Stuart Harvey

Area tecnica
- Allenatore: Régis Le Bris
- Allenatore in seconda: Mike Dodds fino al 2 febbraio 2025,[23] Pedro Ribeiro dall'8 ottobre 2024[24]
- Collaboratore tecnico: Michael Proctor
- Preparatori dei portieri: Alessandro Barcherini, Tom Weal
- Match Analyst: Ross Appleton

Area sanitaria
- Responsabile: Jamie Harley
- Fisioterapisti: Craig Evans, Ben Palmer, Peter Brand

## Rosa
Dal sito internet ufficiale della società.
| N. |                             | Ruolo | Calciatore                  |
| -- | --------------------------- | ----- | --------------------------- |
| 1  | Inghilterra (bandiera)      | P     | Anthony Patterson           |
| 3  | Inghilterra (bandiera)      | D     | Dennis Cirkin               |
| 4  | Inghilterra (bandiera)      | C     | Dan Neil (capitano)         |
| 5  | Irlanda del Nord (bandiera) | D     | Daniel Ballard              |
| 7  | Inghilterra (bandiera)      | C     | Jobe Bellingham             |
| 8  | Irlanda (bandiera)          | C     | Alan Browne                 |
| 9  | Portogallo (bandiera)       | A     | Luís Semedo                 |
| 10 | Inghilterra (bandiera)      | A     | Patrick Roberts             |
| 11 | Inghilterra (bandiera)      | C     | Chris Rigg                  |
| 12 | Spagna (bandiera)           | A     | Eliezer Mayenda             |
| 13 | Inghilterra (bandiera)      | D     | Luke O'Nien (vice capitano) |
| 14 | Inghilterra (bandiera)      | A     | Romaine Mundle              |
| 15 | Ucraina (bandiera)          | A     | Nazarij Rusyn               |
| 16 | Camerun (bandiera)          | P     | Blondy Nna Noukeu           |
| 17 | Mauritania (bandiera)       | C     | Abdoullah Ba                |
| 18 | Francia (bandiera)          | A     | Wilson Isidor               |
| 19 | Costa Rica (bandiera)       | A     | Jewison Bennette            |
| 20 | Inghilterra (bandiera)      | A     | Jack Clarke                 |

| N. |                             | Ruolo | Calciatore           |
| -- | --------------------------- | ----- | -------------------- |
| 20 | Ghana (bandiera)            | C     | Salis Abdul Samed    |
| 21 | Inghilterra (bandiera)      | P     | Simon Moore          |
| 22 | Francia (bandiera)          | C     | Adil Aouchiche       |
| 23 | Paesi Bassi (bandiera)      | D     | Jenson Seelt         |
| 24 | Irlanda (bandiera)          | A     | Aaron Connolly       |
| 25 | Australia (bandiera)        | C     | Nectarios Triantis   |
| 26 | Galles (bandiera)           | D     | Chris Mepham         |
| 28 | Francia (bandiera)          | C     | Enzo Le Fée          |
| 30 | Serbia (bandiera)           | C     | Milan Aleksić        |
| 32 | Irlanda del Nord (bandiera) | D     | Trai Hume            |
| 33 | Norvegia (bandiera)         | D     | Leo Hjelde           |
| 36 | Colombia (bandiera)         | A     | Ian Poveda           |
| 39 | Francia (bandiera)          | C     | Pierre Ekwah         |
| 40 | Inghilterra (bandiera)      | A     | Tom Watson           |
| 41 | Inghilterra (bandiera)      | D     | Zak Johnson          |
| 42 | Inghilterra (bandiera)      | D     | Aji Alese            |
| 45 | Inghilterra (bandiera)      | D     | Joe Anderson         |
| 47 | Belgio (bandiera)           | A     | Trey Samuel-Ogunsuyi |
| 50 | Inghilterra (bandiera)      | C     | Harrison Jones       |

## Calciomercato

### Sessione estiva(dal 14/06 al 30/08)
| Acquisti         | Acquisti          | Acquisti              | Acquisti                         |
| R.               | Nome              | da                    | Modalità                         |
| ---------------- | ----------------- | --------------------- | -------------------------------- |
| P                | Simon Moore       |                       | svincolato                       |
| P                | Blondy Nna Noukeu |                       | svincolato                       |
| D                | Chris Mepham      | Bournemouth           | prestito                         |
| C                | Milan Aleksić     | Radnički Kragujevac   | definitivo (3,5 milioni €)       |
| C                | Alan Browne       |                       | svincolato                       |
| C                | Salis Abdul Samed | Lens                  | prestito                         |
| A                | Ahmed Abdullahi   | Gent                  | definitivo (1,5 milioni €)       |
| A                | Wilson Isidor     | Zenit San Pietroburgo | prestito con diritto di riscatto |
| A                | Ian Poveda        |                       | svincolato                       |
| Altre operazioni |                   |                       |                                  |
| R.               | Nome              | da                    | Modalità                         |
| A                | Jewison Bennette  | Arīs Salonicco        | fine prestito                    |

| Cessioni | Cessioni           | Cessioni      | Cessioni                         |
| R.       | Nome               | a             | Modalità                         |
| -------- | ------------------ | ------------- | -------------------------------- |
| P        | Alex Bass          | Notts County  | definitivo                       |
| P        | Nathan Bishop      | Wycombe       | prestito                         |
| D        | Timothée Pembélé   | Le Havre      | prestito                         |
| C        | Bradley Dack       |               | svincolato                       |
| C        | Ellis Taylor       |               | svincolato                       |
| C        | Elliot Embleton    | Blackpool     | definitivo                       |
| C        | Pierre Ekwah       | Saint-Étienne | prestito con diritto di riscatto |
| C        | Jay Matete         | Bolton        | prestito                         |
| C        | Nectarios Triantis | Hibernian     | prestito                         |
| C        | Corry Evans        |               | svincolato                       |
| A        | Jack Clarke        | Ipswich Town  | definitivo (17,7 milioni €)      |
| A        | Jack Diamond       |               | svincolato                       |
| A        | Luís Semedo        | Juventus      | prestito                         |

### Sessione invernale(dal 01/01 al 03/02)
| Acquisti         | Acquisti      | Acquisti  | Acquisti                         |
| R.               | Nome          | da        | Modalità                         |
| ---------------- | ------------- | --------- | -------------------------------- |
| C                | Enzo Le Fée   | Roma      | prestito con obbligo di riscatto |
| A                | Jayden Danns  | Liverpool | prestito                         |
| Altre operazioni |               |           |                                  |
| R.               | Nome          | da        | Modalità                         |
| P                | Nathan Bishop | Wycombe   | fine prestito                    |

| Cessioni | Cessioni         | Cessioni       | Cessioni                         |
| R.       | Nome             | a              | Modalità                         |
| -------- | ---------------- | -------------- | -------------------------------- |
| P        | Nathan Bishop    | Cambridge Utd  | prestito                         |
| D        | Zak Johnson      | Notts County   | prestito                         |
| C        | Abdoullah Ba     | Dunkerque      | prestito                         |
| C        | Adil Aouchiche   | Portsmouth     | prestito                         |
| A        | Jewison Bennette | LNZ Čerkasy    | definitivo (500 mila €)          |
| A        | Aaron Connolly   | Millwall       | definitivo                       |
| A        | Nazarij Rusyn    | Hajduk Spalato | prestito con diritto di riscatto |

### Operazioni esterne alle sessioni
| Acquisti | Acquisti       | Acquisti | Acquisti   |
| R.       | Nome           | da       | Modalità   |
| -------- | -------------- | -------- | ---------- |
| A        | Aaron Connolly |          | svincolato |

| Cessioni | Cessioni | Cessioni | Cessioni |
| R.       | Nome     | a        | Modalità |
| -------- | -------- | -------- | -------- |

## Risultati

### Championship

#### Girone di andata
| Arbitro: | Davies (Hampshire) |

|  |           |                       |
|  | Marcatori | 18’ O'Nien 89’ Clarke |

| Arbitro: | Whitestone (Northamptonshire) |

|                                        |           |  |
| Cirkin 11’ Mayenda 15’, 47’ O'Nien 24’ | Marcatori |  |

| Arbitro: | Martin (Staffordshire) |

|            |           |  |
| Mundle 26’ | Marcatori |  |

| Arbitro: | Allison (Wiltshire) |

|                     |           |                                          |
| O'Nien 90+1’ (aut.) | Marcatori | 31’ (aut.) Swanson 51’ Browne 56’ Mundle |

| Arbitro: | Brooks (Leicestershire) |

|                                                       |           |                               |
| Ballard 54’ (aut.) Hardie 74’ (rig.) J. Edwards 90+3’ | Marcatori | 24’ (rig.) Roberts 86’ Mundle |

| Arbitro: | Hooper (Wiltshire) |

|          |           |  |
| Rigg 24’ | Marcatori |  |

| Arbitro: | Davies (Hampshire) |

|                                        |           |            |
| Ebosele 28’ T. Dele-Bashiru 84’ (rig.) | Marcatori | 49’ Isidor |

| Arbitro: | Whitestone (Northamptonshire) |

|                           |           |  |
| Bellingham 40’ Isidor 55’ | Marcatori |  |

| Arbitro: | Robinson (West Sussex) |

|                            |           |                     |
| Rigg 9’ Firpo 90+7’ (aut.) | Marcatori | 22’ Piroe 56’ Firpo |

| Arbitro: | R. Madley (West Yorkshire) |

|  |           |            |
|  | Marcatori | 63’ Isidor |

| Arbitro: | Nield (West Yorkshire) |

|             |           |                     |
| Adebayo 63’ | Marcatori | 55’ Rigg 66’ Mundle |

| Arbitro: | Langford (West Midlands) |

|                           |           |  |
| Bellingham 16’ Isidor 63’ | Marcatori |  |

| Londra 2 novembre 2024, ore 15:00 UTC 13ª giornata | QPR                | 0 – 0 referto | Sunderland | Loftus Road (17 422 spett.)\| Arbitro: \| Toner[100] (Lancashire) \| |
| Arbitro:                                           | Toner (Lancashire) |               |            |                                                                      |

| Preston 6 novembre 2024, ore 20:00 UTC 14ª giornata | Preston N.E.          | 0 – 0 referto | Sunderland | Deepdale (18 064 spett.)\| Arbitro: \| L. Smith[100] (Lancashire) \| |
| Arbitro:                                            | L. Smith (Lancashire) |               |            |                                                                      |

| Arbitro: | Doughty (Lancashire) |

|                       |           |                       |
| Isidor 17’ Cirkin 35’ | Marcatori | 62’ Wright 84’ Rudoni |

| Arbitro: | Busby (Oxfordshire) |

|             |           |              |
| Azeez 90+3’ | Marcatori | 10’ Connolly |

| Sunderland 26 novembre 2024, ore 20:00 UTC 17ª giornata | Sunderland                 | 0 – 0 referto | West Bromwich | Stadium of Light (36 733 spett.)\| Arbitro: \| R. Madley[102] (West Yorkshire) \| |
| Arbitro:                                                | R. Madley (West Yorkshire) |               |               |                                                                                   |

| Arbitro: | Ward (Surrey) |

|               |           |  |
| T. Davies 83’ | Marcatori |  |

| Arbitro: | Pawson (South Yorkshire) |

|                |           |           |
| Watson 7’, 86’ | Marcatori | 6’ Koumas |

| Arbitro: | Whitestone (Northamptonshire) |

|               |           |             |
| Roberts 90+3’ | Marcatori | 62’ McNally |

| Arbitro: | Davies (Hampshire) |

|                        |           |                                     |
| Vipotnik 5’ Cullen 17’ | Marcatori | 28’ Ballard 73’ Neil 75’ Bellingham |

| Arbitro: | Doughty (Lancashire) |

|                            |           |                 |
| Ballard 47’ Bellingham 72’ | Marcatori | 21’ Ben Slimane |

| Arbitro: | R. Madley (West Yorkshire) |

|                        |           |                     |
| Ōhashi 13’ Leonard 90’ | Marcatori | 51’ Rigg 55’ Isidor |

#### Girone di ritorno
| Arbitro: | Bell (Yorkshire) |

|              |           |  |
| Cannon 90+2’ | Marcatori |  |

| Arbitro: | Donohue (Grande Manchester) |

|                        |           |                   |
| Mayenda 27’ Isidor 35’ | Marcatori | 32’ (aut.) O'Nien |

| Arbitro: | Bramall (South Yorkshire) |

|           |           |  |
| Isidor 7’ | Marcatori |  |

| Burnley 17 gennaio 2025, ore 20:00 UTC 27ª giornata | Burnley             | 0 – 0 referto | Sunderland | Turf Moor (21 014 spett.)\| Arbitro: \| Backhouse[108] (Cumbria) \| |
| Arbitro:                                            | Backhouse (Cumbria) |               |            |                                                                     |

| Arbitro: | Allison (Wiltshire) |

|  |           |             |
|  | Marcatori | 28’ Mayenda |

| Arbitro: | Langford (West Midlands) |

|                     |           |                                 |
| Isidor 60’ Hume 72’ | Marcatori | 58’ (aut.) Patterson 90’ Ogbeta |

| Arbitro: | Martin (Staffordshire) |

|                          |           |                                      |
| Burgzorg 11’ Hackney 59’ | Marcatori | 33’ Neil 51’ Isidor 87’ (aut.) Giles |

| Arbitro: | R. Jones (Merseyside) |

|                       |           |                                      |
| O'Nien 16’ Cirkin 89’ | Marcatori | 43’ (rig.) T. Dele-Bashiru 46’ Louza |

| Arbitro: | Busby (Oxfordshire) |

|                       |           |  |
| Le Fée 13’ Isidor 58’ | Marcatori |  |

| Arbitro: | Attwell (Warwickshire) |

|                    |           |            |
| Struijk 78’, 90+5’ | Marcatori | 32’ Isidor |

| Arbitro: | Hallam (Surrey) |

|  |           |                      |
|  | Marcatori | 18’ (aut.) Patterson |

| Arbitro: | Finnie (Bedfordshire) |

|              |           |                  |
| Paterson 48’ | Marcatori | 34’, 71’ Mayenda |

| Arbitro: | Bond (Lancashire) |

|                       |           |               |
| Mayenda 2’ Mepham 77’ | Marcatori | 41’ I. Davies |

| Arbitro: | L. Smith (Lancashire) |

|            |           |              |
| Mundle 86’ | Marcatori | 65’ Jakobsen |

| Arbitro: | Whitestone (Northamptonshire) |

|                             |           |  |
| Wright 21’, 29’ (rig.), 73’ | Marcatori |  |

| Arbitro: | R. Madley (West Yorkshire) |

|          |           |  |
| Hume 20’ | Marcatori |  |

| Arbitro: | Nield (West Yorkshire) |

|  |           |          |
|  | Marcatori | 35’ Hume |

| Norwich 8 aprile 2025, ore 19:45 UTC+1 41ª giornata | Norwich City         | 0 – 0 referto | Sunderland | Carrow Road (26 320 spett.)\| Arbitro: \| Simpson[119] (Lancashire) \| |
| Arbitro:                                            | Simpson (Lancashire) |               |            |                                                                        |

| Arbitro: | Hallam (Surrey) |

|  |           |             |
|  | Marcatori | 58’ Cabango |

| Arbitro: | Langford (West Midlands) |

|                         |           |             |
| Dickie 55’ McCrorie 76’ | Marcatori | 31’ Mayenda |

| Arbitro: | Bell (Yorkshire) |

|  |           |           |
|  | Marcatori | 33’ Dolan |

| Arbitro: | Robinson (West Sussex) |

|                      |           |  |
| Nelson 29’ Helik 48’ | Marcatori |  |

| Arbitro: | Backhouse (Cumbria) |

|  |           |           |
|  | Marcatori | 5’ Madsen |

#### Play-off
| Arbitro: | Busby (Oxfordshire) |

|            |           |                        |
| Rudoni 70’ | Marcatori | 68’ Isidor 88’ Mayenda |

| Arbitro: | A. Madley (West Yorkshire) |

|                |           |                 |
| Ballard 120+2’ | Marcatori | 76’ Mason-Clark |

| Arbitro: | Kavanagh (Lancashire) |

|              |           |                          |
| Campbell 25’ | Marcatori | 76’ Mayenda 90+5’ Watson |

### FA Cup

#### Fase finale
| Arbitro: | E. Bell (Merseyside) |

|             |           |                             |
| Aleksić 64’ | Marcatori | 4’ (rig.) Cannon 112’ Ennis |

### Carabao Cup
| Arbitro: | Yates (Staffordshire) |

|                               |           |  |
| Ledson 37’ Frøkjær-Jensen 70’ | Marcatori |  |

## Statistiche
Statistiche aggiornate al 24 maggio 2025.

### Statistiche di squadra
| Competizione | Punti | In casa | In casa | In casa | In casa | In casa | In casa | In trasferta | In trasferta | In trasferta | In trasferta | In trasferta | In trasferta | Totale | Totale | Totale | Totale | Totale | Totale | DR  |
| Competizione | Punti | G       | V       | N       | P       | Gf      | Gs      | G            | V            | N            | P            | Gf           | Gs           | G      | V      | N      | P      | Gf     | Gs     | DR  |
| ------------ | ----- | ------- | ------- | ------- | ------- | ------- | ------- | ------------ | ------------ | ------------ | ------------ | ------------ | ------------ | ------ | ------ | ------ | ------ | ------ | ------ | --- |
| Championship | 76    | 23+1    | 12      | 7+1     | 4       | 32+1    | 18+1    | 23+2         | 9+2          | 6            | 8            | 26+4         | 26+2         | 46+3   | 21+2   | 13+1   | 12     | 58+5   | 44+3   | +16 |
| FA Cup       | -     | 1       | 0       | 0       | 1       | 1       | 2       | 0            | 0            | 0            | 0            | 0            | 0            | 1      | 0      | 0      | 1      | 1      | 2      | -1  |
| Carabao Cup  | -     | 0       | 0       | 0       | 0       | 0       | 0       | 1            | 0            | 0            | 1            | 0            | 2            | 1      | 0      | 0      | 1      | 0      | 2      | -2  |
| Totale       | -     | 25      | 12      | 8       | 5       | 34      | 21      | 26           | 11           | 6            | 9            | 30           | 30           | 51     | 23     | 14     | 14     | 64     | 51     | +13 |

### Andamento in campionato
| Giornata  | 1 | 2 | 3 | 4 | 5 | 6 | 7 | 8 | 9 | 10 | 11 | 12 | 13 | 14 | 15 | 16 | 17 | 18 | 19 | 20 | 21 | 22 | 23 | 24 | 25 | 26 | 27 | 28 | 29 | 30 | 31 | 32 | 33 | 34 | 35 | 36 | 37 | 38 | 39 | 40 | 41 | 42 | 43 | 44 | 45 | 46 |
| --------- | - | - | - | - | - | - | - | - | - | -- | -- | -- | -- | -- | -- | -- | -- | -- | -- | -- | -- | -- | -- | -- | -- | -- | -- | -- | -- | -- | -- | -- | -- | -- | -- | -- | -- | -- | -- | -- | -- | -- | -- | -- | -- | -- |
| Luogo     | T | C | C | T | T | C | T | C | C | T  | T  | C  | T  | T  | C  | T  | C  | T  | C  | C  | T  | C  | T  | T  | C  | C  | T  | T  | C  | T  | C  | C  | T  | C  | T  | C  | C  | T  | C  | T  | T  | C  | T  | C  | T  | C  |
| Risultato | V | V | V | V | P | V | P | V | N | V  | V  | V  | N  | N  | N  | N  | N  | P  | V  | N  | V  | V  | N  | P  | V  | V  | N  | V  | N  | V  | N  | V  | P  | P  | V  | V  | N  | P  | V  | V  | N  | P  | P  | P  | P  | P  |
| Posizione | 4 | 2 | 1 | 1 | 2 | 2 | 2 | 1 | 1 | 1  | 1  | 1  | 1  | 1  | 1  | 2  | 4  | 4  | 4  | 4  | 4  | 4  | 4  | 4  | 4  | 4  | 4  | 4  | 4  | 4  | 4  | 4  | 4  | 4  | 4  | 4  | 4  | 4  | 4  | 4  | 4  | 4  | 4  | 4  | 4  | 4  |

Fonte: (EN) League Table, su efl.com. URL consultato il 3 giugno 2025 (archiviato dall'url originale il 3 giugno 2025).
Legenda:

Luogo: C = Casa; T = Trasferta. Risultato: V = Vittoria; N = Pareggio; P = Sconfitta.

### Statistiche dei giocatori
Sono in corsivo i calciatori che hanno lasciato la squadra a stagione in corso.
| Giocatore          | Championship | Championship | Championship | Championship | FA Cup   | FA Cup | FA Cup      | FA Cup     | Carabao Cup | Carabao Cup | Carabao Cup | Carabao Cup | Totale   | Totale | Totale      | Totale     |
| Giocatore          | Presenze     | Reti         | Ammonizioni  | Espulsioni   | Presenze | Reti   | Ammonizioni | Espulsioni | Presenze    | Reti        | Ammonizioni | Espulsioni  | Presenze | Reti   | Ammonizioni | Espulsioni |
| ------------------ | ------------ | ------------ | ------------ | ------------ | -------- | ------ | ----------- | ---------- | ----------- | ----------- | ----------- | ----------- | -------- | ------ | ----------- | ---------- |
| M. Aleksić         | 8            | 0            | 1            | 0            | 1        | 1      | 0           | 0          | -           | -           | -           | -           | 9        | 1      | 1           | 0          |
| A. Alese           | 12           | 0            | 2            | 0            | 1        | 0      | 0           | 0          | 0           | 0           | 0           | 0           | 13       | 0      | 2           | 0          |
| J. Anderson        | 2            | 0            | 1            | 0            | 0        | 0      | 0           | 0          | 1           | 0           | 0           | 0           | 3        | 0      | 1           | 0          |
| A. Aouchiche       | 8            | 0            | 0            | 0            | 1        | 0      | 0           | 0          | 1           | 0           | 0           | 0           | 10       | 0      | 0           | 0          |
| A. Ba              | 0            | 0            | 0            | 0            | 0        | 0      | 0           | 0          | 1           | 0           | 0           | 0           | 1        | 0      | 0           | 0          |
| D. Ballard         | 20+3         | 2+1          | 3+1          | 0            | 0        | 0      | 0           | 0          | 0           | 0           | 0           | 0           | 23       | 3      | 4           | 0          |
| J. Bellingham      | 40+3         | 4            | 9+1          | 1            | 0        | 0      | 0           | 0          | 0           | 0           | 0           | 0           | 43       | 4      | 10          | 1          |
| J. Bennette        | 0            | 0            | 0            | 0            | 0        | 0      | 0           | 0          | 1           | 0           | 0           | 0           | 1        | 0      | 0           | 0          |
| A. Browne          | 22+1         | 1            | 1            | 0            | 0        | 0      | 0           | 0          | 0           | 0           | 0           | 0           | 23       | 1      | 1           | 0          |
| D. Cirkin          | 36+3         | 3            | 6+2          | 0            | 0        | 0      | 0           | 0          | 0           | 0           | 0           | 0           | 39       | 3      | 8           | 0          |
| J. Clarke          | 2            | 1            | 0            | 0            | -        | -      | -           | -          | 0           | 0           | 0           | 0           | 2        | 1      | 0           | 0          |
| A. Connolly        | 10           | 1            | 0            | 0            | 1        | 0      | 0           | 0          | -           | -           | -           | -           | 11       | 1      | 0           | 0          |
| P. Ekwah           | 0            | 0            | 0            | 0            | -        | -      | -           | -          | 1           | 0           | 0           | 0           | 1        | 0      | 0           | 0          |
| L. Hjelde          | 15+2         | 0            | 3            | 0            | 1        | 0      | 0           | 0          | 1           | 0           | 1           | 0           | 19       | 0      | 4           | 0          |
| T. Hume            | 44+3         | 3            | 11           | 1            | 1        | 0      | 0           | 0          | 0           | 0           | 0           | 0           | 48       | 3      | 11          | 1          |
| W. Isidor          | 43+3         | 12+1         | 9+1          | 0            | 0        | 0      | 0           | 0          | -           | -           | -           | -           | 46       | 13     | 10          | 0          |
| Z. Johnson         | 0            | 0            | 0            | 0            | 1        | 0      | 0           | 0          | 1           | 0           | 0           | 0           | 2        | 0      | 0           | 0          |
| H. Jones           | 4            | 0            | 1            | 0            | 1        | 0      | 0           | 0          | 1           | 0           | 0           | 0           | 6        | 0      | 1           | 0          |
| E. Le Fée          | 15+3         | 1            | 2+1          | 0            | 0        | 0      | 0           | 0          | -           | -           | -           | -           | 18       | 1      | 3           | 0          |
| E. Mayenda         | 37+3         | 8+2          | 2            | 0            | 1        | 0      | 0           | 0          | 0           | 0           | 0           | 0           | 41       | 10     | 2           | 0          |
| C. Mepham          | 38+2         | 1            | 10           | 1            | 0        | 0      | 0           | 0          | -           | -           | -           | -           | 40       | 1      | 10          | 1          |
| S. Moore           | 4            | -2           | 1            | 0            | 1        | -2     | 0           | 0          | 1           | -2          | 0           | 0           | 6        | -6     | 1           | 0          |
| R. Mundle          | 22+2         | 5            | 1+1          | 0            | 0        | 0      | 0           | 0          | 1           | 0           | 0           | 0           | 25       | 5      | 2           | 0          |
| D. Neil            | 44+3         | 2            | 3            | 1            | 1        | 0      | 0           | 0          | 0           | 0           | 0           | 0           | 48       | 2      | 3           | 1          |
| L. O'Nien          | 45+3         | 3            | 8            | 0            | 1        | 0      | 0           | 0          | 0           | 0           | 0           | 0           | 49       | 3      | 8           | 0          |
| A. Patterson       | 42+3         | -45          | 3            | 0            | 0        | -0     | 0           | 0          | 0           | -0          | 0           | 0           | 45       | -45    | 3           | 0          |
| I. Poveda          | 6            | 0            | 2            | 0            | 0        | 0      | 0           | 0          | 0           | 0           | 0           | 0           | 6        | 0      | 2           | 0          |
| C. Rigg            | 42+3         | 4            | 8+1          | 0            | 1        | 0      | 1           | 0          | 1           | 0           | 0           | 0           | 47       | 4      | 10          | 0          |
| P. Roberts         | 45+3         | 2            | 8+1          | 0            | 0        | 0      | 0           | 0          | 0           | 0           | 0           | 0           | 48       | 2      | 9           | 0          |
| N. Rusyn           | 8            | 0            | 1            | 0            | 1        | 0      | 0           | 0          | 1           | 0           | 0           | 0           | 10       | 0      | 1           | 0          |
| S. Samed           | 10           | 0            | 0            | 0            | 1        | 0      | 0           | 0          | -           | -           | -           | -           | 11       | 0      | 0           | 0          |
| T. Samuel-Ogunsuyi | 0            | 0            | 0            | 0            | 1        | 0      | 0           | 0          | 0           | 0           | 0           | 0           | 1        | 0      | 0           | 0          |
| J. Seelt           | 1            | 0            | 0            | 0            | 0        | 0      | 0           | 0          | 0           | 0           | 0           | 0           | 1        | 0      | 0           | 0          |
| L. Semedo          | 0            | 0            | 0            | 0            | -        | -      | -           | -          | 1           | 0           | 0           | 0           | 1        | 0      | 0           | 0          |
| N. Triantis        | 1            | 0            | 0            | 0            | -        | -      | -           | -          | 1           | 0           | 0           | 0           | 2        | 0      | 0           | 0          |
| T. Watson          | 20+1         | 2+1          | 2+1          | 0            | 0        | 0      | 0           | 0          | 1           | 0           | 0           | 0           | 22       | 3      | 3           | 0          |